# UEFA Women's Cup 2005/06
De UEFA Women's Cup 2005/06  was de vijfde editie van de UEFA Women's Cup. Het toernooi werd voor de tweede keer gewonnen door 1. FFC Frankfurt (ook de eerste editie van 2001/2002 wonnen ze) die in de finale 1. FFC Turbine Potsdam over twee wedstrijden met 7-2 versloeg.
Het speelplan van deze editie was gelijk aan de opzet van het seizoen 2004/05. Er namen 42 landskampioenen en de titelverdediger deel. In de eerste ronde namen 36 clubs deel die in negen groepen, die in toernooi vorm bij een van de deelnemende clubs werden afgerond, speelden en waarvan de groepswinnaar zich plaatste voor de tweede ronde. De negen groepswinnaars en zeven vrijgestelde clubs, de titelverdediger 1. FFC Turbine Potsdam, 1. FCC Frankfurt, Djurgårdens IF/Älvsjö, Arsenal FC, Brøndby IF, Gömrükcü Bakoe en ZFK Niš, speelden de tweede ronde in vier groepen die ook in toernooi vorm bij een van de deelnemende clubs werden afgerond en de nummers één en twee plaatsen zich voor de knock-outfase.

## Kwalificatie
|   | club            | w - g - v | punten | doelsaldo |
| - | --------------- | --------- | ------ | --------- |
| 1 | Montpellier HSC | 3 - 0 - 0 | 9      | 11-0      |
| 2 | SU 1° Dezembro  | 2 - 0 - 1 | 6      | 10-1      |
| 3 | Cardiff City FC | 1 - 0 - 2 | 3      | 3-5       |
| 4 | Glentoran FC    | 0 - 0 - 3 | 0      | 0-18      |

| datum      | thuisclub         | uitslag | uitclub           |
| ---------- | ----------------- | ------- | ----------------- |
| 09-08-2005 | Montpellier HSC   | 8-0     | Glentoran Belfast |
| 09-08-2005 | SU 1° Dezembro    | 3-0     | Cardiff City FC   |
| 11-08-2005 | Montpellier HSC   | 2-0     | Cardiff City FC   |
| 11-08-2005 | Glentoran Belfast | 0-7     | SU 1° Dezembro    |
| 13-08-2005 | SU 1° Dezembro    | 0-1     | Montpellier HSC   |
| 13-08-2005 | Cardiff City FC   | 3-0     | Glentoran Belfast |

|   | club                         | w - g - v | punten | doelsaldo |
| - | ---------------------------- | --------- | ------ | --------- |
| 1 | SV Neulengbach               | 2 - 1 - 0 | 7      | 10-2      |
| 2 | ASD CF Bardolino Verona      | 2 - 1 - 0 | 7      | 5-0       |
| 3 | University College Dublin FC | 1 - 0 - 2 | 3      | 3-7       |
| 4 | ZNK Maksimir                 | 0 - 0 - 3 | 0      | 1-10      |

| datum      | thuisclub               | uitslag | uitclub                      |
| ---------- | ----------------------- | ------- | ---------------------------- |
| 09-08-2005 | SV Neulengbach          | 5-1     | University College Dublin FC |
| 09-08-2005 | ASD CF Bardolino Verona | 3-0     | ZNK Maksimir                 |
| 11-08-2005 | SV Neulengbach          | 5-1     | ZNK Maksimir                 |
| 11-08-2005 | ASD CF Bardolino Verona | 2-0     | University College Dublin FC |
| 13-08-2005 | ASD CF Bardolino Verona | 0-0     | SV Neulengbach               |
| 13-08-2005 | ZNK Maksimir            | 0-2     | University College Dublin FC |

|   | club                | w - g - v | punten | doelsaldo |
| - | ------------------- | --------- | ------ | --------- |
| 1 | SV Saestum          | 2 - 1 - 0 | 7      | 10-2      |
| 2 | Athletic Bilbao     | 2 - 1 - 0 | 7      | 10-3      |
| 3 | KFC Rapide Wezemaal | 1 - 0 - 2 | 3      | 6-6       |
| 4 | Glasgow City FC     | 0 - 0 - 3 | 0      | 3-18      |

| datum      | thuisclub           | uitslag | uitclub             |
| ---------- | ------------------- | ------- | ------------------- |
| 09-08-2005 | Athletic Bilbao     | 6-2     | Glasgow City        |
| 09-08-2005 | SV Saestum          | 2-1     | KFC Rapide Wezemaal |
| 11-08-2005 | Athletic Bilbao     | 3-0     | KFC Rapide Wezemaal |
| 11-08-2005 | SV Saestum          | 7-0     | Glasgow City        |
| 13-08-2005 | SV Saestum          | 1-1     | Athletic Bilbao     |
| 13-08-2005 | KFC Rapide Wezemaal | 5-1     | Glasgow City        |

|   | club               | w - g - v | punten | doelsaldo |
| - | ------------------ | --------- | ------ | --------- |
| 1 | Valur Reykjavík    | 3 - 0 - 0 | 9      | 14-3      |
| 2 | Røa IL             | 2 - 0 - 1 | 6      | 13-7      |
| 3 | United Pietarsaari | 1 - 0 - 2 | 3      | 5-5       |
| 4 | Pärnu JK           | 0 - 0 - 3 | 0      | 2-19      |

| datum      | thuisclub          | uitslag | uitclub            |
| ---------- | ------------------ | ------- | ------------------ |
| 09-08-2005 | Røa IL             | 1-4     | Valur Reykjavík    |
| 09-08-2005 | United Pietarsaari | 2-0     | Pärnu JK           |
| 11-08-2005 | Røa IL             | 9-1     | Pärnu JK           |
| 11-08-2005 | Valur Reykjavík    | 2-1     | United Pietarsaari |
| 13-08-2005 | United Pietarsaari | 2-3     | Røa IL             |
| 13-08-2005 | Valur Reykjavík    | 8-1     | Pärnu JK           |

|   | club                | w - g - v | punten | doelsaldo |
| - | ------------------- | --------- | ------ | --------- |
| 1 | SC Luzern           | 3 - 0 - 0 | 9      | 16-1      |
| 2 | FC Codru Anenii Noi | 2 - 0 - 1 | 6      | 8-6       |
| 3 | KÍ Klaksvík         | 0 - 1 - 2 | 1      | 3-10      |
| 4 | KFF Shkiponjat      | 0 - 1 - 2 | 1      | 2-12      |

| datum      | thuisclub           | uitslag | uitclub             |
| ---------- | ------------------- | ------- | ------------------- |
| 09-08-2005 | SC Luzern           | 5-1     | KÍ Klaksvík         |
| 09-08-2005 | FC Codru Anenii Noi | 4-1     | KFF Shkiponjat      |
| 11-08-2005 | SC Luzern           | 7-0     | KFF Shkiponjat      |
| 11-08-2005 | FC Codru Anenii Noi | 4-1     | KÍ Klaksvík         |
| 13-08-2005 | SC Luzern           | 4-0     | FC Codru Anenii Noi |
| 13-08-2005 | KÍ Klaksvík         | 1-1     | KFF Shkiponjat      |

|   | club                 | w - g - v | punten | doelsaldo |
| - | -------------------- | --------- | ------ | --------- |
| 1 | AC Sparta Praag      | 2 - 1 - 0 | 7      | 12-1      |
| 2 | Universitet Vitebsk  | 1 - 1 - 1 | 4      | 4-5       |
| 3 | CFF Clujana Cluj     | 0 - 3 - 0 | 3      | 5-5       |
| 4 | Gintra Universitetas | 0 - 0 - 3 | 0      | 2-12      |

| datum      | thuisclub           | uitslag | uitclub              |
| ---------- | ------------------- | ------- | -------------------- |
| 09-08-2005 | AC Sparta Praag     | 1-1     | CFF Clujana Cluj     |
| 09-08-2005 | Universitet Vitebsk | 2-0     | Gintra Universitetas |
| 11-08-2005 | AC Sparta Praag     | 8-0     | Gintra Universitetas |
| 11-08-2005 | Universitet Vitebsk | 2-2     | CFF Clujana Cluj     |
| 13-08-2005 | AC Sparta Praag     | 3-0     | Universitet Vitebsk  |
| 13-08-2005 | CFF Clujana Cluj    | 2-2     | Gintra Universitetas |

|   | club               | w - g - v | punten | doelsaldo |
| - | ------------------ | --------- | ------ | --------- |
| 1 | KS AZS Wroclaw     | 3 - 0 - 0 | 9      | 17-0      |
| 2 | Arsenal Charkov    | 2 - 0 - 1 | 6      | 28-6      |
| 3 | Maccabi Holon      | 1 - 0 - 2 | 3      | 7-9       |
| 4 | AEK Kokkonichovion | 0 - 0 - 3 | 0      | 0-37      |

| datum      | thuisclub       | uitslag | uitclub            |
| ---------- | --------------- | ------- | ------------------ |
| 09-08-2005 | KS AZS Wroclaw  | 5-0     | Arsenal Charkov    |
| 09-08-2005 | Maccabi Holon   | 6-0     | AEK Kokkonichovion |
| 11-08-2005 | KS AZS Wroclaw  | 11-0    | AEK Kokkonichovion |
| 11-08-2005 | Arsenal Charkov | 8-1     | Maccabi Holon      |
| 13-08-2005 | KS AZS Wroclaw  | 1-0     | Maccabi Holon      |
| 13-08-2005 | Arsenal Charkov | 20-0    | AEK Kokkonichovion |

|   | club               | w - g - v | punten | doelsaldo |
| - | ------------------ | --------- | ------ | --------- |
| 1 | FC Togliatti       | 3 - 0 - 0 | 9      | 14-0      |
| 2 | SFK 2000 Sarajevo  | 2 - 0 - 1 | 6      | 2-3       |
| 3 | PVFA Bratislava    | 1 - 0 - 2 | 3      | 4-8       |
| 4 | NK Krka Novo Mesto | 0 - 0 - 3 | 0      | 1-10      |

| datum      | thuisclub         | uitslag | uitclub            |
| ---------- | ----------------- | ------- | ------------------ |
| 09-08-2005 | FC Togliatti      | 3-0     | SFK 2000 Sarajevo  |
| 09-08-2005 | PVFA Bratislava   | 4-1     | NK Krka Novo Mesto |
| 11-08-2005 | FC Togliatti      | 6-0     | PVFA Bratislava    |
| 11-08-2005 | SFK 2000 Sarajevo | 1-0     | NK Krka Novo Mesto |
| 13-08-2005 | FC Togliatti      | 5-0     | NK Krka Novo Mesto |
| 13-08-2005 | SFK 2000 Sarajevo | 7-0     | PVFA Bratislava    |

|   | club            | w - g - v | punten | doelsaldo |
| - | --------------- | --------- | ------ | --------- |
| 1 | Alma KTZH       | 2 - 0 - 1 | 6      | 10-3      |
| 2 | FC NSA Sofia    | 1 - 1 - 1 | 4      | 4-7       |
| 3 | AE Aegina       | 1 - 1 - 1 | 4      | 6-7       |
| 4 | MTK Hungária FC | 0 - 2 - 1 | 2      | 3-6       |

| datum      | thuisclub    | uitslag | uitclub         |
| ---------- | ------------ | ------- | --------------- |
| 09-08-2005 | AE Aegina    | 2-2     | MTK Hungária FC |
| 09-08-2005 | Alma KTZH    | 5-0     | FC NSA Sofia    |
| 11-08-2005 | FC NSA Sofia | 3-1     | AE Aegina       |
| 11-08-2005 | Alma KTZH    | 3-0     | MTK Hungária FC |
| 13-08-2005 | Alma KTZH    | 2-3     | AE Aegina       |
| 13-08-2005 | FC NSA Sofia | 1-1     | MTK Hungária FC |

## Groepsfase
|   | club                   | w - g - v | punten | doelsaldo |
| - | ---------------------- | --------- | ------ | --------- |
| 1 | 1. FFC Turbine Potsdam | 2 - 1 - 0 | 7      | 14-1      |
| 2 | Montpellier HSC        | 2 - 1 - 0 | 7      | 6-1       |
| 3 | SV Saestum             | 1 - 0 - 2 | 3      | 5-7       |
| 4 | SV Neulengbach         | 0 - 0 - 3 | 0      | 4-20      |

| datum      | thuisclub              | uitslag | uitclub         |
| ---------- | ---------------------- | ------- | --------------- |
| 13-09-2005 | 1. FFC Turbine Potsdam | 12-1    | SV Neulengbach  |
| 13-09-2005 | Montpellier HSC        | 2-1     | SV Saestum      |
| 15-09-2005 | 1. FFC Turbine Potsdam | 2-0     | SV Saestum      |
| 15-09-2005 | Montpellier HSC        | 4-0     | SV Neulengbach  |
| 17-09-2005 | SV Saestum             | 4-3     | SV Neulengbach  |
| 17-09-2005 | 1. FFC Turbine Potsdam | 0-0     | Montpellier HSC |

|   | club                  | w - g - v | punten | doelsaldo |
| - | --------------------- | --------- | ------ | --------- |
| 1 | Djurgårdens IF/Älvsjö | 3 - 0 - 0 | 9      | 12-1      |
| 2 | Valur Reykjavík       | 2 - 0 - 1 | 6      | 12-2      |
| 3 | Alma KTZH             | 1 - 0 - 2 | 3      | 5-14      |
| 4 | ZFK Niš               | 0 - 0 - 3 | 0      | 3-15      |

| datum      | thuisclub             | uitslag | uitclub         |
| ---------- | --------------------- | ------- | --------------- |
| 13-09-2005 | ZFK Niš               | 3-5     | Alma KTZH       |
| 13-09-2005 | Djurgårdens IF/Älvsjö | 2-1     | Valur Reykjavík |
| 17-09-2005 | Valur Reykjavík       | 3-0     | ZFK Niš         |
| 17-09-2005 | Djurgårdens IF/Älvsjö | 3-0     | Alma KTZH       |
| 19-09-2005 | Djurgårdens IF/Älvsjö | 7-0     | ZFK Niš         |
| 19-09-2005 | Valur Reykjavík       | 8-0     | Alma KTZH       |

|   | club             | w - g - v | punten | doelsaldo |
| - | ---------------- | --------- | ------ | --------- |
| 1 | 1. FFC Frankfurt | 3 - 0 - 0 | 9      | 6-1       |
| 2 | AC Sparta Praag  | 2 - 0 - 1 | 6      | 4-2       |
| 3 | SC Luzern        | 0 - 1 - 2 | 1      | 3-6       |
| 4 | Gömrükcü Bakoe   | 0 - 1 - 2 | 1      | 5-9       |

| datum      | thuisclub       | uitslag | uitclub         |
| ---------- | --------------- | ------- | --------------- |
| 13-09-2005 | 1.FFC Frankfurt | 4-0     | SC Luzern       |
| 13-09-2005 | AC Sparta Praag | 3-0     | Gömrükcü Bakoe  |
| 15-09-2005 | 1.FFC Frankfurt | 1-1     | AC Sparta Praag |
| 15-09-2005 | SC Luzern       | 5-0     | Gömrükcü Bakoe  |
| 17-09-2005 | 1.FFC Frankfurt | 11-1    | Gömrükcü Bakoe  |
| 17-09-2005 | AC Sparta Praag | 1-0     | SC Luzern       |

|   | club           | w - g - v | punten | doelsaldo |
| - | -------------- | --------- | ------ | --------- |
| 1 | Brøndby IF     | 3 - 0 - 0 | 9      | 6-1       |
| 2 | Arsenal LFC    | 2 - 0 - 1 | 6      | 4-2       |
| 3 | FC Togliatti   | 0 - 1 - 2 | 1      | 3-6       |
| 4 | KS AZS Wroclaw | 0 - 1 - 2 | 1      | 5-9       |

| datum      | thuisclub    | uitslag | uitclub        |
| ---------- | ------------ | ------- | -------------- |
| 13-09-2005 | Arsenal LFC  | 3-1     | KS AZS Wroclaw |
| 13-09-2005 | Brøndby IF   | 2-0     | FC Togliatti   |
| 15-09-2005 | Arsenal LFC  | 1-0     | FC Togliatti   |
| 15-09-2005 | Brøndby IF   | 3-1     | KS AZS Wroclaw |
| 17-09-2005 | Brøndby IF   | 1-0     | Arsenal LFC    |
| 17-09-2005 | FC Togliatti | 3-3     | KS AZS Wroclaw |

## Knock-outfase

### Kwartfinale
| club 1          | 1e w | 2e w | club 2                 |
| --------------- | ---- | ---- | ---------------------- |
| Arsenal LFC     | 1-1  | 1-3  | 1. FFC Frankfurt       |
| Valur Reykjavík | 1-8  | 1-11 | 1. FFC Turbine Potsdam |
| Montpellier HSC | 3-0  | 3-1  | Brøndby IF             |
| AC Sparta Praag | 0-2  | 0-0  | Djurgårdens IF/Älvsjö  |

### Halve finale
| club 1                 | 1e w | 2e w | club 2                |
| ---------------------- | ---- | ---- | --------------------- |
| 1. FFC Frankfurt       | 0-1  | 3-2  | Montpellier HSC       |
| 1. FFC Turbine Potsdam | 2-3  | 5-2  | Djurgårdens IF/Älvsjö |

### Finale
De finale werd over twee wedstrijden gespeeld op 20 en 27 mei 2006.
| club 1                 | 1e w | 2e w | club 2           |
| ---------------------- | ---- | ---- | ---------------- |
| 1. FFC Turbine Potsdam | 0-4  | 2-3  | 1. FFC Frankfurt |